# 浙江省 (清)
浙江省（せっこう-しょう、満洲語: ᠵᡝᡤᡳᠶᠠᠩ 
ᡤᠣᠯᠣ、メレンドルフ式転写: jegiyang golo）は、清の中国本土に存在した省。現在の中華人民共和国浙江省の大部分に相当する。

## 督撫沿革
1645年、閩浙総督、浙江布政撫司、浙江巡撫は成立された。

## 管轄区域
11府、1直隷庁、総計は3庁、1州、7県。

### 杭嘉湖道
- 杭州府
  - 銭塘県（付郭）、仁和県（付郭）、海寧州（1773年海寧県改）、富陽県、余杭県、臨安県、於潜県、新城県、昌化県
- 嘉興府
  - 嘉興県（付郭）、秀水県（付郭）、嘉善県、海塩県、平湖県、石門県、桐郷県
- 湖州府（1734年福寧直隷州改）
  - 烏程県（付郭）、帰安県（付郭）、長興県、徳清県、武康県、孝豊県（原安吉州に所属）、安吉県（1773年安吉州改）

### 寧紹台道
- 寧波府
  - 鄞県（付郭）、慈渓県、奉化県、鎮海県（1687年定海県改）、象山県、石浦庁（1823年象山県から分離）、南田庁（1909年成立）。
- 紹興府
  - 山陰県（付郭）、会稽県（付郭）、蕭山県、諸曁県、余姚県、上虞県、嵊県、新昌県
- 台州府
  - 臨海県（付郭）、黄岩県、天台県、仙居県、寧海県、太平県
- 定海直隷庁（1687年定海県成立、1843年改）

### 金衢厳道
- 金華府
  - 金華県（付郭）、蘭谿県、東陽県、義烏県、永康県、武義県、浦江県、湯渓県
- 衢州府
  - 西安県（付郭）、竜游県、江山県、常山県、開化県
- 厳州府
  - 建徳県（付郭）、淳安県、桐廬県、遂安県、寿昌県、分水県

### 温処道
- 温州府
  - 永嘉県（付郭）、瑞安県、楽清県、平陽県、泰順県
- 処州府
  - 麗水県（付郭）、青田県、縉雲県、松陽県、遂昌県、竜泉県、慶元県、雲和県、宣平県、景寧県
- 玉環直隷庁（1728年成立）